# Karol Marian Engel
Karol Marian Engel (ur. ok. 1852, zm. 1928) – urzędnik.

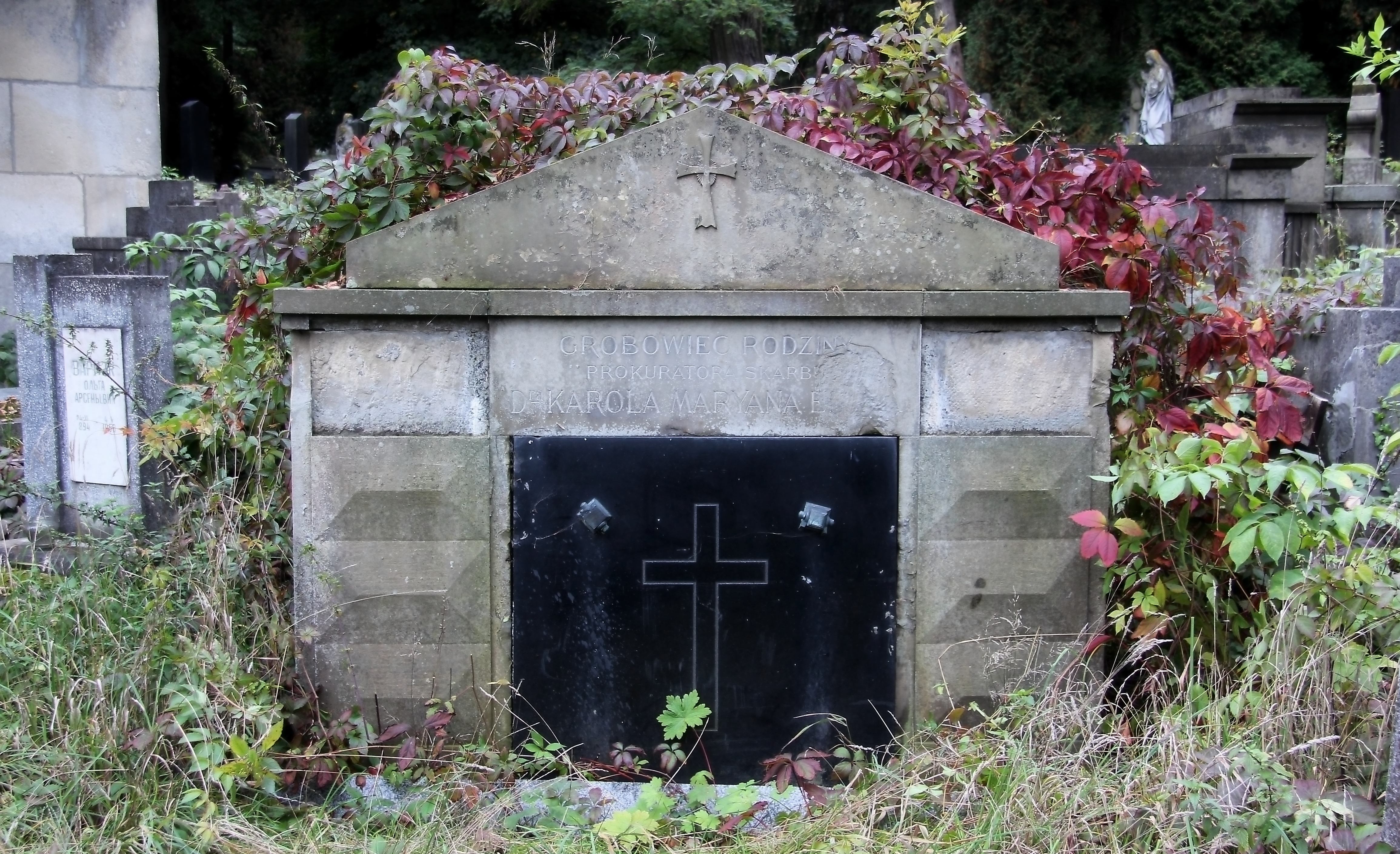
Grobowiec Karola Mariana Engel

## Życiorys
Ukończył studia uzyskując stopień naukowy doktora. W 1895 był radcą c. k. Prokuratorii Skarbu we Lwowie (na początku 1897 jako starszy radca mianowany rzeczywistym starszym radcą), na początku XX wieku randze nadradcy był zastępcą prokuratora skarbu, a do 1918 w randze radcy dworu był prokuratorem skarbu. Pełnił funkcję dyrektora c. k. Dyrekcji Funduszów Indemnizacyjnych. Na przełomie XIX/XX wieku był komisarzem egzaminacyjnym oddziału umiejętności politycznych i oddziału sądowego c. k. komisji dla teoretycznych egzaminów rządowych. Był przewodniczącym komisji egzaminacyjnej Wydziału Prawa Uniwersytetu Lwowskiego. W 1909 został członkiem wydziału Towarzystwa Prawniczego we Lwowie. Był członkiem Towarzystwa Galicyjskiego Kasy Oszczędności we Lwowie.
Zmarł w 1928 w wieku 76 lat, a jego pogrzeb odbył się 12 września 1928.

## Ordery i odznaczenia
austro-węgierskie
- Krzyż Komandorski z Gwiazdą Orderu Franciszka Józefa (1916)[15][16]
- Order Korony Żelaznej III klasy (1896)[17]
- Medal Jubileuszowy Pamiątkowy dla Cywilnych Funkcjonariuszów Państwowych[6].
- Krzyż Jubileuszowy dla Cywilnych Funkcjonariuszów Państwowych[6].